# Murad Bey
Murad Bey, död 1801, var en egyptisk mamluk.
Han var de facto regent i Egypten under ett flertal guvernörer 1784-1801. 